# جورجو گراسی
 جورجو گراسی (انگلیسی: Giorgio Grassi؛ زادهٔ ۲۷ اکتبر ۱۹۳۵) یک معمار اهل ایتالیا است.